# Nocticola leleupi
Nocticola leleupi es una especie de cucaracha del género Nocticola, familia Nocticolidae. Fue descrita científicamente por Chopard en 1966.
Habita en Sudáfrica.